# إبراهيم حمدتو
 إبراهيم الحسيني عبد الخالق حمدتو، لاعب تنس طاولة بارالمبي مصري، يُعتبر اللاعب الأول في تاريخ الدورة البارالمبية الذي يمارس فيها رياضة تنس الطاولة مستخدمًا فمه.

## سيرته
إبراهيم الحسيني حمدتو، لاعب تنس طاولة، مواليد محافظة دمياط عام 1973، في سن العاشرة من عمره تعرض لحادث قطار نتج عن بتر للذراعين من فوق المرفقين، إلا أن ذلك لم يمنعه من مزاولة لعبة تنس الطاولة، ليكون بذلك أول لاعب تنس طاولة في تاريخ أولمبياد ذوي الاحتياجات الخاصة يشارك في المنافسات دون يدين، معتمدا على أسنانه فقط، أما عن حياتة الاسرية فهو متزوج وأب لثلاث أولاد وهم «المهندس محمد، والدكتورة مي، ملك».
وتم تكريمه ومن سياده الرئيس عبد الفتاح السيسي في منتدى شباب العالم في عام 2017 وتاهل للالمبيات طوكيو 2021 باليابان

## إنجازته
- حاصل على الميدالية الذهبية الشرفية في بطولة أفريقيا لكرة الطاولة عام 1991.[5]
- حاصل على المركز الرابع في البطولة الدولية التي أقيمت في القاهرة عام 2005.[5]
- حاصل على الميدالية الفضية في بطولة افريقيا للفرق عام 2011 .[5]
- حاصل على المركز الثاني في بطولة افريقيا ومصر الدولية عام 2013.[5]
- حاصل على جائزة الشيخ محمد بن راشد أل مكتوم للتفوق الرياضي.[5]
- تأهل إلى دورة الألعاب الأولمبية للبارالمبيين، في ريو دى جانيرو 2016، ليمثل مصر كبطل لقارة إفريقيا بعد انقضاء فعاليات التصفية الإفريقية لتأهيل لاعبى كرة الطاولة متحدى الإعاقة، ولكنه لم يوفق في أولى المنافسات.[3]

## نشاطه في العمل الخيري
قام «حمدتو» بإنشاء جمعية «الحياة» للمعاقين حركياً بدمياط في العام 2011، وتعمل الجمعية التي يرأس مجلس ادارتها بنفسه في المجالين الرياضي والاجتماعي، حيث تملك فريقاً لكرة الطاولة تمكن من تحقيق المركز الثاني في الدوري الممتاز في موسم 2012 - 2013، وفريق آخر للكرة الطائرة صعد للممتاز في موسم 2013- 2014 بعد ان لعب موسمين بالدرجة الأولى، كما تقدم الجمعية مساعدات لذوي الإعاقة من اعضائها حيث قامت بتوزيع أكثر من أربعين كرسيا متحركا وكرسي كهربائي منذ اشهارها، كما ساعدت عددا من الأسر الفقيرة بتوزيع ملابس وادوات مكتبية في بداية العام الدراسي، إضافة إلى توفير احتياجات رمضان للأسر المحتاجة بجانب تنظيم رحلات وبرامج ترفيهية لـعضاء الجمعية.